# Staatsforst Rheurdt/Littard
Der Staatsforst Rheurdt/Littard ist ein Naturschutzgebiet am Niederrhein in Nordrhein-Westfalen, das in Rheurdt nahe der Grenze zu Neukirchen-Vluyn liegt und eine Fläche von rund 144 Hektar umfasst. Es wurde 2004 erstmals per Verordnung unter Schutz gestellt und ist seit 2013 mit identischem Flächenzuschnitt auch als FFH-Gebiet DE-4504-301 Staatsforst Rheurdt/Littard ausgewiesen, wodurch es zum europäischen Schutzgebietsnetz Natura 2000 gehört.
Der Staatsforst Rheurdt/Littard ist ein geschlossenes Laubmischwaldgebiet. Es wird durch Stieleichen-Hainbuchenwälder und saure Buchenwälder geprägt und hat einen sehr geringen Nadelholzanteil. Das Kernstück des Naturschutzgebietes ist die knapp 25 ha große Naturwaldzelle Littard. In diesem Bereich findet keine Bewirtschaftung statt, so dass sich wild lebende Pflanzen und Tiere ungestört entwickeln können.

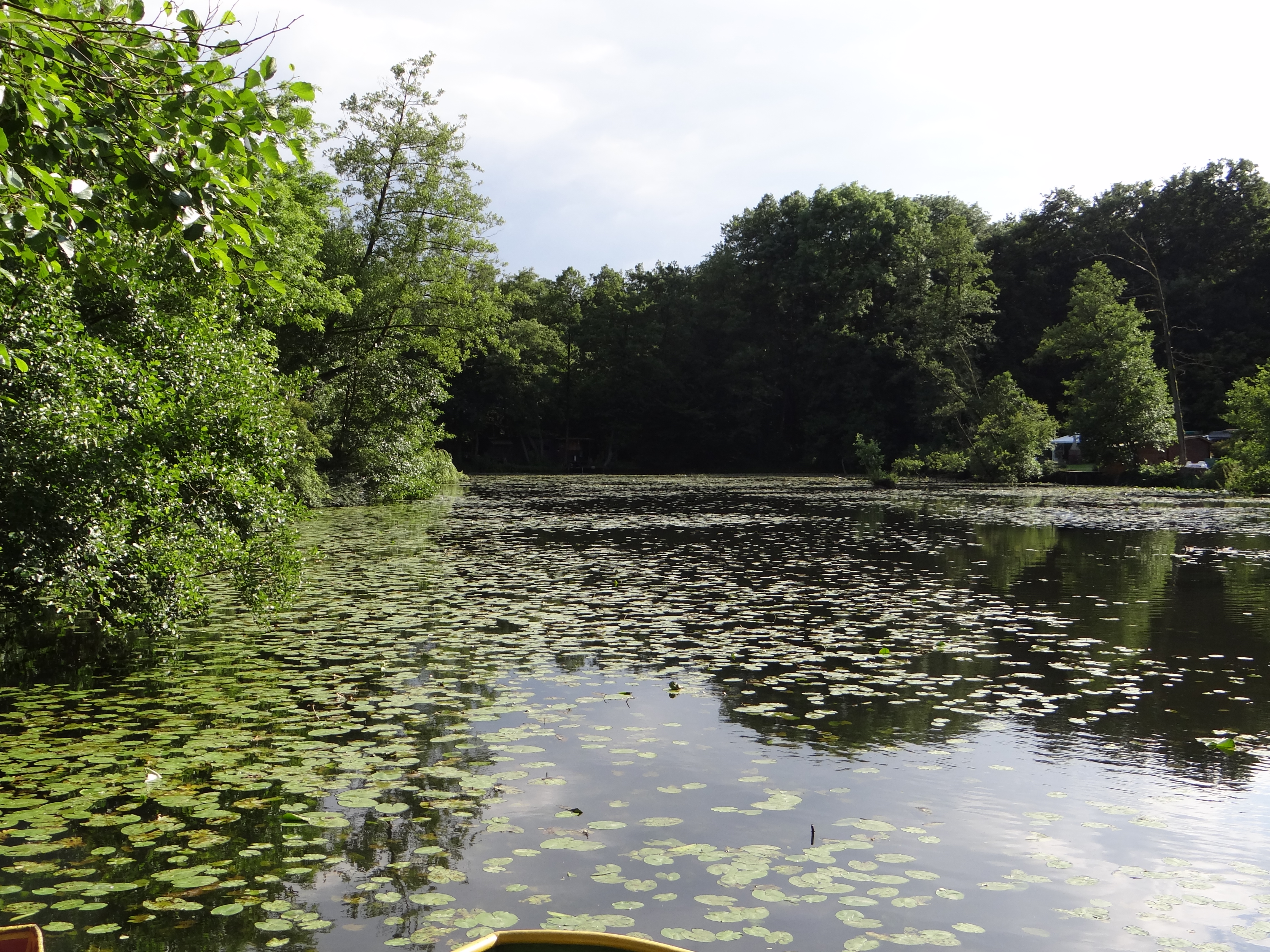
Die Littardkuhlen, ehemalige Torfstichkuhlen am Rand der Littard im benachbarten NSG Rheurdt-Schaephuysener Kuhlenzug (das NSG Staatsforst Rheurdt/Littard liegt im Wald rechts im Hintergrund)

Im Norden, Osten und Westen wird der Staatsforst Rheurdt/Littard von einem Graben- und Stillgewässersystem ehemaliger Torfkuhlen umgeben, die im benachbarten Naturschutzgebiet Rheurdt-Schaephuysener Kuhlenzug liegen. Durch den Kuhlenzug ist der relativ naturnahe Lebensraum von den umgebenden landwirtschaftlich genutzten Bereichen abgegrenzt.
Für den Naturschutz bedeutsam ist das Gebiet hauptsächlich auf Grund der Ausdehnung seiner naturnah entwickelten Laubwaldgesellschaften. Im Staatsforst Rheurdt/Littard lebt unter anderem der Schwarzspecht und an zwei im Wald liegenden kleinen Teichen der Eisvogel.